# NFL 1985
Die NFL-Saison 1985 war die 66. Saison im American Football in der National Football League (NFL). Die Regular Season begann am 8. September 1985 und endete am 23. Dezember 1985.
Die Saison endete mit dem Pro Bowl am 2. Februar im Aloha Stadium in Honolulu, Hawaii.

## Regular Season
| AFC East             | AFC East | AFC East | AFC East | AFC East | AFC East | AFC East | AFC East | AFC East |
| Team                 | S        | N        | U        | SQ       | P+       | P−       | DIV      | CONF     |
| -------------------- | -------- | -------- | -------- | -------- | -------- | -------- | -------- | -------- |
| Miami Dolphins       | 12       | 4        | 0        | 0,750    | 428      | 320      | 6–2      | 9–3      |
| New York Jets        | 11       | 5        | 0        | 0,688    | 393      | 264      | 6–2      | 9–3      |
| New England Patriots | 11       | 5        | 0        | 0,688    | 362      | 290      | 6–2      | 8–4      |
| Indianapolis Colts   | 5        | 11       | 0        | 0,313    | 320      | 386      | 1–7      | 2–10     |
| Buffalo Bills        | 2        | 14       | 0        | 0,125    | 200      | 381      | 1–7      | 2–12     |

| NFC East            | NFC East | NFC East | NFC East | NFC East | NFC East | NFC East | NFC East | NFC East |
| Team                | S        | N        | U        | SQ       | P+       | P−       | DIV      | CONF     |
| ------------------- | -------- | -------- | -------- | -------- | -------- | -------- | -------- | -------- |
| Dallas Cowboys      | 10       | 6        | 0        | 0,625    | 357      | 333      | 6–2      | 7–5      |
| New York Giants     | 10       | 6        | 0        | 0,625    | 399      | 283      | 5–3      | 8–4      |
| Washington Redskins | 10       | 6        | 0        | 0,625    | 297      | 312      | 4–4      | 6–6      |
| Philadelphia Eagles | 7        | 9        | 0        | 0,438    | 386      | 310      | 4–4      | 6–8      |
| St. Louis Cardinals | 5        | 11       | 0        | 0,313    | 278      | 414      | 1–7      | 3–9      |

| AFC Central         | AFC Central | AFC Central | AFC Central | AFC Central | AFC Central | AFC Central | AFC Central | AFC Central |
| Team                | S           | N           | U           | SQ          | P+          | P−          | DIV         | CONF        |
| ------------------- | ----------- | ----------- | ----------- | ----------- | ----------- | ----------- | ----------- | ----------- |
| Cleveland Browns    | 8           | 8           | 0           | 0,500       | 287         | 294         | 4–2         | 7–5         |
| Cincinnati Bengals  | 7           | 9           | 0           | 0,438       | 441         | 437         | 4–2         | 5–7         |
| Pittsburgh Steelers | 7           | 9           | 0           | 0,438       | 379         | 355         | 3–3         | 6–6         |
| Houston Oilers      | 5           | 11          | 0           | 0,313       | 284         | 412         | 1–5         | 4–8         |

| NFC Central          | NFC Central | NFC Central | NFC Central | NFC Central | NFC Central | NFC Central | NFC Central | NFC Central |
| Team                 | S           | N           | U           | SQ          | P+          | P−          | DIV         | CONF        |
| -------------------- | ----------- | ----------- | ----------- | ----------- | ----------- | ----------- | ----------- | ----------- |
| Chicago Bears        | 15          | 1           | 0           | 0,938       | 456         | 198         | 8–0         | 12–0        |
| Green Bay Packers    | 8           | 8           | 0           | 0,500       | 337         | 355         | 6–2         | 8–4         |
| Minnesota Vikings    | 7           | 9           | 0           | 0,438       | 346         | 359         | 3–5         | 5–9         |
| Detroit Lions        | 7           | 9           | 0           | 0,438       | 283         | 408         | 2–6         | 5–7         |
| Tampa Bay Buccaneers | 2           | 14          | 0           | 0,125       | 294         | 448         | 1–7         | 2–10        |

| AFC West            | AFC West | AFC West | AFC West | AFC West | AFC West | AFC West | AFC West | AFC West |
| Team                | S        | N        | U        | SQ       | P+       | P−       | DIV      | CONF     |
| ------------------- | -------- | -------- | -------- | -------- | -------- | -------- | -------- | -------- |
| Los Angeles Raiders | 12       | 4        | 0        | 0,750    | 354      | 308      | 5–3      | 9–3      |
| Denver Broncos      | 11       | 5        | 0        | 0,688    | 380      | 329      | 5–3      | 8–4      |
| Seattle Seahawks    | 8        | 8        | 0        | 0,500    | 349      | 303      | 4–4      | 6–6      |
| San Diego Chargers  | 8        | 8        | 0        | 0,500    | 467      | 435      | 3–5      | 7–7      |
| Kansas City Chiefs  | 6        | 10       | 0        | 0,375    | 317      | 360      | 3–5      | 4–8      |

| NFC West            | NFC West | NFC West | NFC West | NFC West | NFC West | NFC West | NFC West | NFC West |
| Team                | S        | N        | U        | SQ       | P+       | P−       | DIV      | CONF     |
| ------------------- | -------- | -------- | -------- | -------- | -------- | -------- | -------- | -------- |
| Los Angeles Rams    | 11       | 5        | 0        | 0,688    | 340      | 277      | 3–3      | 8–4      |
| San Francisco 49ers | 10       | 6        | 0        | 0,625    | 411      | 263      | 4–2      | 7–5      |
| New Orleans Saints  | 5        | 11       | 0        | 0,313    | 294      | 401      | 2–4      | 5–7      |
| Atlanta Falcons     | 4        | 12       | 0        | 0,250    | 282      | 452      | 3–2      | 4–8      |

 Divisionssieger 0  Wildcard

Quelle: pro-football-reference.com
Divisional Tie-Breaker
- Cincinnati beendete die Saison vor Pittsburgh in der AFC Central aufgrund ihrer zwei direkten Siege.
- Seattle beendete die Saison vor San Diego in der AFC West aufgrund ihrer zwei direkten Siege.
- Die NFC East gewann Dallas vor den New York Giants und Washington aufgrund der besseren Bilanz im direkten Vergleich (4–0 gegenüber 1–3 der New York Giants und Washington 1–3).
- Minnesota beendete die Saison vor Detroit in der NFC Central aufgrund ihrer besseren Division-Bilanz (3–5 gegenüber 2–6 von Detroit).

Quelle: nfl.com

## Play-offs

### Setzlisten
| AFC  | AFC                  | AFC            | AFC    |
| Rang | Team                 | Division       | Bilanz |
| ---- | -------------------- | -------------- | ------ |
| 1    | Los Angeles Raiders  | Sieger West    | 12–4   |
| 2    | Miami Dolphins       | Sieger East    | 12–4   |
| 3    | Cleveland Browns     | Sieger Central | 08–8   |
| 4    | New York Jets        | East           | 11–5   |
| 5    | New England Patriots | East           | 11–5   |
| –    | Denver Broncos       | West           | 11–5   |

| NFC  | NFC                 | NFC            | NFC    |
| Rang | Team                | Division       | Bilanz |
| ---- | ------------------- | -------------- | ------ |
| 1    | Chicago Bears       | Sieger Central | 15–1   |
| 2    | Los Angeles Rams    | Sieger West    | 11–5   |
| 3    | Dallas Cowboys      | Sieger East    | 10–6   |
| 4    | New York Giants     | East           | 10–6   |
| 5    | San Francisco 49ers | West           | 10–6   |
| –    | Washington Redskins | Sieger East    | 10–6   |

Conference Tie-Breaker
- Die Los Angeles Raiders sicherte sich den 1. Platz in der Play-off-Setzliste der AFC aufgrund ihrer besseren Bilanz gegen gemeinsame Gegner (5–1 statt 4–2 der Dolphins)
- Die New York Jets sicherte sich den ersten AFC Wild Card Platz aufgrund ihrer besseren Conference-Bilanz (9–3 gegenüber 8–4 von New England und 8–4 von Denver)
- New England sicherte sich den zweiten AFC Wild Card Platz aufgrund ihrer besseren Bilanz gegen gemeinsame Gegner (4–2 statt 3–3 von Denver).
- Die New York Giants sicherte sich den ersten NFC Wild Card Platz aufgrund ihrer besseren Conference-Bilanz (8–4 gegenüber 7–5 von San Francisco und 6–6 von Washington)
- San Francisco sicherte sich den zweiten NFC Wild Card Platz vor Washington aufgrund ihres 35:8-Sieges im direkten Duell in Woche 13

Quelle: nfl.com
Die Play-offs begannen am 28. Dezember 1985 und liefen bis zum 12. Januar 1986.
Die Chicago Bears gewannen ihren ersten Super Bowl.
|  |                               |                               |                               |                                |                                |                                |                                    |              |               |               |               |    |  |  |  |  |  |
|  |                               |                               |                               |                                | Divisional Playoffs            |                                |                                    |              |               |               |               |    |  |  |  |  |  |
|  |                               |                               |                               |                                | 4. Januar – Miami Orange Bowl  |                                |                                    |              |               |               |               |    |  |  |  |  |  |
|  | AFC Wild Card Game            | AFC Wild Card Game            | AFC Wild Card Game            | AFC Championship               | AFC Championship               | AFC Championship               |                                    |              |               |               |               |    |  |  |  |  |  |
|  | AFC Wild Card Game            | AFC Wild Card Game            | AFC Wild Card Game            | AFC Championship               | AFC Championship               | AFC Championship               | 2                                  | Miami        | 24            |               |               |    |  |  |  |  |  |
|  | 28. Dezember – Giants Stadium | 28. Dezember – Giants Stadium | 28. Dezember – Giants Stadium | 12. Januar – Miami Orange Bowl | 12. Januar – Miami Orange Bowl | 12. Januar – Miami Orange Bowl | 2                                  | Miami        | 24            |               |               |    |  |  |  |  |  |
|  | 28. Dezember – Giants Stadium | 28. Dezember – Giants Stadium | 28. Dezember – Giants Stadium | 12. Januar – Miami Orange Bowl | 12. Januar – Miami Orange Bowl | 12. Januar – Miami Orange Bowl | 3                                  | Cleveland    | 21            |               |               |    |  |  |  |  |  |
|  | 4                             | N.Y. Jets                     | 14                            | 2                              | Miami                          | 14                             | 3                                  | Cleveland    | 21            |               |               |    |  |  |  |  |  |
|  | 4                             | N.Y. Jets                     | 14                            | 2                              | Miami                          | 14                             | 5. Januar – L.A. Memorial Coliseum |              |               |               |               |    |  |  |  |  |  |
|  | 5                             | New England                   | 26                            |                                | 5                              | New England                    | 31                                 |              | Super Bowl XX | Super Bowl XX | Super Bowl XX |    |  |  |  |  |  |
|  | 5                             | New England                   | 26                            | 1                              | 5                              | New England                    | 31                                 | L.A. Raiders | Super Bowl XX | Super Bowl XX | Super Bowl XX | 20 |  |  |  |  |  |
|  |                               |                               |                               | 1                              |                                |                                | 26. Januar – Louisiana Superdome   | L.A. Raiders |               |               |               | 20 |  |  |  |  |  |
|  | 5                             | New England                   | 27                            |                                |                                |                                |                                    |              |               |               |               |    |  |  |  |  |  |
|  | 5                             | New England                   | 27                            | A5                             | New England                    | 10                             |                                    |              |               |               |               |    |  |  |  |  |  |
|  | 5. Januar – Soldier Field     |                               |                               | A5                             | New England                    | 10                             |                                    |              |               |               |               |    |  |  |  |  |  |
|  | NFC Wild Card Game            | NFC Wild Card Game            | NFC Wild Card Game            | NFC Championship               | NFC Championship               | NFC Championship               |                                    | N1           | Chicago       | 46            |               |    |  |  |  |  |  |
|  | NFC Wild Card Game            | NFC Wild Card Game            | NFC Wild Card Game            | NFC Championship               | NFC Championship               | NFC Championship               | 1                                  | N1           | Chicago       | 46            | Chicago       | 21 |  |  |  |  |  |
|  | 29. Dezember – Giants Stadium | 29. Dezember – Giants Stadium | 29. Dezember – Giants Stadium | 12. Januar – Soldier Field     | 12. Januar – Soldier Field     | 12. Januar – Soldier Field     | 1                                  |              |               |               | Chicago       | 21 |  |  |  |  |  |
|  | 29. Dezember – Giants Stadium | 29. Dezember – Giants Stadium | 29. Dezember – Giants Stadium | 12. Januar – Soldier Field     | 12. Januar – Soldier Field     | 12. Januar – Soldier Field     | 4                                  | N.Y. Giants  | 0             |               |               |    |  |  |  |  |  |
|  | 4                             | N.Y. Giants                   | 17                            | 1                              | Chicago                        | 24                             | 4                                  | N.Y. Giants  | 0             |               |               |    |  |  |  |  |  |
|  | 4                             | N.Y. Giants                   | 17                            | 1                              | Chicago                        | 24                             | 4. Januar – Anaheim Stadium        |              |               |               |               |    |  |  |  |  |  |
|  | 5                             | San Francisco                 | 3                             |                                | 2                              | L.A. Rams                      | 0                                  |              |               |               |               |    |  |  |  |  |  |
|  | 5                             | San Francisco                 | 3                             | 2                              | 2                              | L.A. Rams                      | 0                                  | L.A. Rams    | 20            |               |               |    |  |  |  |  |  |
|  |                               |                               |                               | 2                              |                                |                                |                                    |              | 20            |               |               |    |  |  |  |  |  |
|  | 3                             | Dallas                        | 0                             |                                |                                |                                |                                    |              |               |               |               |    |  |  |  |  |  |
|  | 3                             | Dallas                        | 0                             |                                |                                |                                |                                    |              |               |               |               |    |  |  |  |  |  |

## Super Bowl XX
Der Super Bowl XX fand am 26. Januar 1986 im Louisiana Superdome in New Orleans, Louisiana statt. Im Finale trafen die Chicago Bears auf die New England Patriots.
|                      | 1  | 2  | 3  | 4 | Gesamt |
| -------------------- | -- | -- | -- | - | ------ |
| New England Patriots | 3  | 0  | 0  | 7 | 10     |
| Chicago Bears        | 13 | 10 | 21 | 2 | 46     |

## Auszeichnungen
| Most Valuable Player            | Marcus Allen, Runningback, Los Angeles Raiders |
| Coach of the Year               | Mike Ditka, Chicago Bears                      |
| Offensive Player of the Year    | Marcus Allen, Runningback, Los Angeles Raiders |
| Defensive Player of the Year    | Mike Singletary, Linebacker, Chicago Bears     |
| Offensive Rookie of the Year    | Eddie Brown, Wide Receiver, Cincinnati Bengals |
| Defensive Rookie of the Year    | Duane Bickett, Linebacker, Indianapolis Colts  |
| Man of the Year                 | Dwight Stephenson, Center, Miami Dolphins      |
| Super Bowl Most Valuable Player | Richard Dent, Defensive End, Chicago Bears     |